# All for Nothing (bài hát)
"All for Nothing" là một bài hát của ban nhạc rock người Mỹ Linkin Park, hợp tác cùng nghệ sĩ guitar kiêm ca sĩ người Mỹ Page Hamilton từ nhóm nhạc alternative metal Helmet, trích từ album phòng thu thứ 6 của họ The Hunting Party. Bài hát ở thứ tự thứ 2 trong album. Nó đã lọt vào bảng xếp hạng UK Rock ở vị trí thứ 23, mặc dù nó chưa được phát hành làm đĩa đơn. Bài hát được sáng tác bởi ban nhạc và được sản xuất bởi ca sĩ Mike Shinoda và tay guitar chính Brad Delson. Bài hát được góp mặt trong trò chơi điện tử Pro Evolution Soccer 2015.

## Biên soạn
"All for Nothing" được giải thích trong bản xem trước của album là, "Bài này khi được biểu diễn trực tiếp chắc chắn sẽ khiến đám đông quẩy tưng. Với giai điệu hip-hop trong khổ đầu tiên và sau đó nhanh chóng biến thành một bài hát punk. Bài hát diễn ra không ngừng nghỉ và không khoan nhượng, với phần độc tấu guitar xuất sắc của Brad Delson. Không có gì ngạc nhiên khi giai điệu nặng nề này hardcore đến vậy vì nó có sự góp mặt của ca sĩ và nghệ sĩ guitar khách mời từ ban Helmet là Page Hamilton." 

## Đón nhận
Trong một bài đánh giá từng ca khúc cho album của Billboard, bài hát được đánh giá tích cực và được giải thích là, "Guitar vẫn tỏ ra nặng nề, nhưng phần trống đã chậm lại và đung đưa vừa đủ để Shinoda bắn liên hồi một số ca từ về việc không chấp nhận tuân lời mệnh lệnh. Không quan trọng việc anh ta chống lại ai - đây là một lời thách thức. Đó là phần điệp khúc của Page Hamilton từ Helmet, cho thấy sự tín nhiệm của anh." 

## Xếp hạng
| Bảng xếp hạng (2014)                  | Vị trí cao nhất |
| ------------------------------------- | --------------- |
| UK Rock (Công ty Xếp hạng Chính thức) | 23              |